# Alannah Myles (альбом)
| Оценки критиков | Оценки критиков |
| Источник        | Оценка          |
| --------------- | --------------- |
| AllMusic        | [ 1 ]           |

Alannah Myles — одноимённый дебютный студийный альбом канадской певицы Аланны Майлз, выпущенный 28 марта 1989 года. Наиболее известным синглом из этого альбома является песня «Black Velvet», которая получила мировую известность. Альбом достиг 5 места в американском чарте Billboard 200 и 3 места в UK Albums Chart. В качестве обложки для альбома послужила фотография, сделанная фотографом Дебборой Саммюэль.

## Список композиций
Сторона 1
1. «Still Got This Thing» (Кристофер Уорд[англ.]) — 4:37
2. «Love Is» (Уорд, Дэвид Тайсон[англ.]) — 3:40
3. «Black Velvet» (Уорд, Тайсон) — 4:47
4. «Rock This Joint» (Уорд) — 4:02
5. «Lover of Mine» (Аланна Майлз, Уорд, Тайсон, Кит Джонсон) — 4:42

Сторона 2
1. «Kick Start My Heart» (Ширли Эйкард[англ.], Крис Уотерс[англ.], Мэйдлин Стоун[англ.], Уорд) — 3:42
2. «If You Want To» (Уорд, Тайсон) — 4:13
3. «Just One Kiss» (Уорд, Тайсон) — 3:35
4. «Who Loves You» (Уорд, Тайсон) — 3:37
5. «Hurry Make Love» (Нэнси Симмонс) — 2:16

## Участники записи
Музыканты
- Аланна Майлз — ведущий и бэк-вокалы
- Курт Шефтер — гитары
- Дэвид Тайсон[англ.] — клавишные, бас, бэк-вокал в треке «Still Got This Thing», продюсер
- Стив Уэбстер — бас на всех треках, кроме «Black Velvet»
- Йорн Андерсен — ударные
- Дэвид Уиппер — акустическая гитара, мандолина
- Джон Джонсон — саксофон
- Рик Вайческо — труба
- Майкл Слоски — перкуссия
- Роберто Бартолуччи — гитара в треках «Just One Kiss» и «Lover of Mine»
- Скотт Хампри[англ.] — клавишное программирование
- Гэри Крэйг — ударные в треке «Who Loves You»
- Лиза Далбелло[англ.] — бэк-вокал в треках «Just One Kiss» и «Kick Start My Heart»
- Питер Фредетте — бэк-вокал в треках «Kick Start My Heart» «Rock This Joint» и «If You Want To»
- Дин Мактаггарт[англ.] — бэк-вокал в треках «Kick Start My Heart» и «Rock This Joint»
- Джеки Ричардсон[англ.] — бэк-вокал в треке «Still Got This Thing»
- Кристофер Уорд[англ.] — бэк-вокал в треках «Love Is» и «Still Got This Thing», исполнительный продюсер

Производственный персонал
- Пит Уиллис, Майк Джонс — звукоинженеры
- Кевин Дойл — звукоинженеринг, микширование треков «Love Is», «Black Velvet» и «Kick Start My Heart»
- Пол Лани — микширование
- Джордж Марино — мастеринг

## Сертификации
| Страна         | Сертификация                   | Продажи    |
| -------------- | ------------------------------ | ---------- |
| Финляндия      | Платиновый                     | 59,694     |
| Канада         | 10x Платиновый (Бриллиантовый) | 1,000,000+ |
| Великобритания | Золотой                        | 100,000+   |
| США            | Платиновый                     | 1,000,000+ |